# Hochgrubachspitzen
L'Hochgrubachspitzen è una montagna dei Monti del Kaiser nel Tirolo e appartiene alla catena del Kaiser orientale. Ha due cime ed è costituita dall'Hochgrubachspitze occidentale (2 277 m slm) e dall'Hochgrubachspitze orientale (2 284 m slm). La montagna appartiene al comune di Kirchdorf in Tirol.

## Geografia
Le cime dell'Hochgrubachspitzen si ergono direttamente a ovest dell'Ackerlspitze, a sud della Kleiner Griesener Tor, e si trovano quindi nella parte orientale dei Monti del Kaiser. A ovest si trovano la Regalmturm e la Regalmspitze. A sud, la montagna precipita nella valle del Sölllandl. A nord, alte e ripide pareti rocciose scendono verso il Griesener Kar, e il versante meridionale presenta alte pareti rocciose.

## Alpinismo
La salita dell'Hochgrubachspitzen è impegnativa e richiede una lunga salita, per la quale sono richiesti una buona forma fisica, senso dell'orientamento, assenza di vertigini, passo sicuro e abilità nell'arrampicata.
La Hochgrubachspitze Occidentale è raggiungibile tramite un percorso segnalato, difficile e a tratti molto esposto (la segnaletica è in parte molto sbiadita, a partire dal 2015). Inizia sul Sentiero del Wilder Kaiser a ovest dell'Ackerlsporn (ometto di pietra) e attraversa inizialmente un ghiaione in salita verso ovest, prima di risalire per ripide balze erbose esposte in una gola, che viene poi attraversata e abbandonata sul versante est, superando una piccola grotta. L'ulteriore salita conduce per ripide balze erbose e un breve canalone roccioso (che può anche essere aggirato verso est), in parte anche su tracce di sentiero verso est, oltrepassando lo Schönwetterfensterl, dove si raggiunge la cresta rocciosa sommitale (I-II grado di difficoltà), che conduce alla croce di vetta (con libro). Tempo richiesto: circa 3 ore.
Ancora più impegnativa è la cima dell'Osthochgrubachspitze, raggiungibile sia da ovest che da est:
- Da ovest: si sale inizialmente alla Western Hochgrubachspitze per la via normale, ma poco prima della vetta si svolta a sinistra seguendo la cresta verso l'Ackerlspitze e si scende nella forcella tra le due cime della Hochgrubachspitze (in parte ghiaioso, in parte roccioso). Da lì, si sale alla cima della Eastern Hochgrubachspitze, evitando un ripido dislivello sul versante nord (percorso interamente di II grado, in alcuni punti molto ventilato). Tempo di percorrenza circa 30 minuti dalla cima della Western Hochgrubachspitze.
- Da est: provenendo da sud, si sale prima all'Ackerlspitze e da lì si scende per circa 70 metri lungo il sentiero settentrionale verso Kleines Griesener Tor (oppure si può salire da nord dalla valle Kaiserbachtal verso l'Ackerlspitze su un sentiero di montagna segnalato e difficile), prima di salire verso ovest direttamente alla cresta, che poi si raggiunge subito, in parte sul versante sud, la vetta (senza croce di vetta). Anche questa variante è esposta e richiede un'arrampicata non assicurata con un livello di difficoltà II sulla scala UIAA. Tempo necessario: circa 45 minuti dalla vetta dell'Ackerlspitze.

In inverno è possibile scalare la Cima Occidentale dell'Hochgrubachspitze attraverso la Große Griesener Tor e la Schönwetterfensterl dalla Kaiserbachtal (molto impegnativa).
Una popolare via di arrampicata di III grado conduce, tramite un avvicinamento che si dirama dalla via normale e attraversa la cresta sud-occidentale, alla cima della Hochgrubachspitze Occidentale. Una via di arrampicata ben nota sulla Hochgrubachspitze Orientale è la cresta meridionale (Rigelekante, V).